# Marquesado de Sotelo
El Marquesado de Sotelo es un título nobiliario español creado el 25 de septiembre de 1791 por el rey Carlos IV a favor de Felipe Amorós Chafrión y Darder de Borja, en representación de su esposa Teresa Severina Sotelo.
Se concedió con el vizcondado previo de "Torreplata".

## Antecedentes
Teresa Severina Sotelo era hija de Ramón Sotelo y Beteo, regidor de Madrid y nieta de José Sotelo, caballero de Santiago, los cuales siempre si intitularon, sin serlo, "marqueses de Sotelo", por lo que Carlos IV quiso crear este Título para Felipe Amorós y "legalizar" de algún modo el "marquesado de Sotelo" que venían usando los antepasados de su esposa.

## Marqueses de Sotelo
|                                 | Titular                                  | Periodo                |
| Creación por Carlos IV          | Creación por Carlos IV                   | Creación por Carlos IV |
| ------------------------------- | ---------------------------------------- | ---------------------- |
| I                               | Felipe Amorós Chafrión y Darder de Borja | 1791-?                 |
| II                              | Esteban Amorós y Sotelo                  | ¿-1839                 |
| III                             | Francisco Amorós y Ondeano               | 1839-1848              |
| Rehabilitación por Alfonso XIII |                                          |                        |
| IV                              | Carlos Sousa Álvarez de Toledo           | 1893-1937              |
| Título caducado                 |                                          |                        |

## Historia de los Marqueses de Sotelo
- Felipe Amorós Chafrión y Darder de Borja(.-1839), I marqués de Sotelo.

1. Casó con Teresa Severina Sotelo. Fueron padres de:

- Esteban Amorós y Sotelo, II marqués de Sotelo. Murió sin descendencia y el título lo heredó su primo:

- Francisco Amorós y Ondeano, III marqués de Sotelo.[3]

Rehabilitado en 1893 por:
- Carlos Sousa Álvarez de Toledo (1862-1937), IV marqués de Sotelo, descendiente por vía femenina de los primeros marqueses de Sotelo. Alcalde de la ciudad de Valencia de 1927 a 1930,

1. Casó con Virginia López de Chicheri y García-Caro.